# Campylophyllum
Campylophyllum là một chi rêu trong họ Hypnaceae.